# East Sussex Football League
East Sussex Football League là một giải bóng đá Anh nằm ở East Sussex và Tây Nam Kent, có tổng cộng 6 hạng đấu, cao nhất là Premier Division, nằm ở Cấp độ 12 trong Hệ thống các giải bóng đá ở Anh.

## Cấu trúc hiện tại
Hạng đấu cao nhất là Premier Division, hai đội cao nhất có quyền tham gia Division Two của Southern Combination League, trước đây là Sussex County League, bất kể tình hình sân đấu. Đội gần đây nhất lên hạng thành công là Langney Wanderers, các đội khác bao gồm Little Common, Westfield, Seaford Town và Wadhurst United.
Giải đấu có cả các đội dự bị và đội thứ ba của các câu lạc bộ ở cấp độ cao hơn, hiện tại các đội thứ ba của Battle Baptists, Little Common, St. Leonards Social, Sedlescombe Rangers và Westfield đang thi đấu tại giải. Hiện tại không có các đội dự bị của các câu lạc bộ cao hơn, mặc dù những mùa giải trước có Little Common and Rye & Iden United đem đội dự bị vào thi đấu ở giải, gần đây nhất là Langney Wanderers.
Đa số các câu lạc bộ xuất phát từ East Sussex, tuy nhiên các đội từ Kent vẫn được cho phép và thường xuất phát từ các nơi gần biên giới Sussex-Kent.

## Các đội vô địch từng hạng đấu gần đây
| Mùa giải | Premier            | One                     | Two                    | Three              | Four                      | Five                 | Six                   | Seven                 |
| -------- | ------------------ | ----------------------- | ---------------------- | ------------------ | ------------------------- | -------------------- | --------------------- | --------------------- |
| 2003–04  | Hollington United  | Bodiam                  | JC Tackleway           | Sedlescombe        | Castleham United          | Battle Rangers Dự bị | Wadhurst United "A"   | N/A                   |
| 2004–05  | Little Common      | Eastbourne W.M.C.       | Heathfield Hotspurs    | Old Hastonians     | Crowhurst                 | Little Common        | Bexhill United        | N/A                   |
| 2005–06  | Hawkhurst United   | Hollington United       | Icklesham Casuals      | Athletico          | Hastings Rangers          | Eastbourne Fishermen | Panako                | N/A                   |
| 2006–07  | Hawkhurst United   | Punnetts Town           | Hastings Rangers       | Little Common      | Robertsbridge United      | Cinque Ports         | Pelham                | N/A                   |
| 2007–08  | Hollington United  | Sedlescombe             | Wheatsheaf             | Benbow             | Cinque Ports              | The Wilton           | Nelson Tigers         | N/A                   |
| 2008–09  | St Leonards Social | Q Ball                  | Wadhurst United        | Hurst              | Nelson Tigers             | Travaux              | Guestling Rangers     | N/A                   |
| 2009–10  | St Leonards Social | Wadhurst United         | AFC Peasmarsh & Iden   | Eastbourne Dynamos | Eastbourne Fishermen      | Orington             | Wadhurst United Dự bị | Magham Down           |
| 2010–11  | St Leonards Social | White Knight            | Eastbourne Galaxy      | St Helens          | Orington                  | Burwash              | AFC Sidley            | Eastbourne Rangers    |
| 2011–12  | Hollington United  | Ninfield United         | Ore Athletic           | Orington           | Sedlescombe Rangers Dự bị | AFC Sidley           | Eastbourne Rangers    | Battle Baptists Dự bị |
| 2012–13  | Langney Wanderers  | Hollington United Dự bị | Crowborough Athletic A | JC Tackleway       | Eastbourne Rangers        | Bexhill AAC Dự bị    | Herstmonceux A        | N/A                   |
| 2013–14  | Hollington United  | Sedlescombe Rangers     | Little Chelsea         | Old Hastonians     | Bexhill-on-Sea            | Little Common A      | Catsfield Dự bị       | N/A                   |
| 2014–15  | St Leonards Social | Hakwhurst United        | Eastbourne Rangers     | Sovereign Saints   | Peasmarsh United          | Mayfield             | Orington              | N/A                   |

## Các câu lạc bộ mùa giải 2015–16
| Premier Division - Battle Baptists Lưu trữ ngày 24 tháng 2 năm 2016 tại Wayback Machine - Hawkhurst United - Hollington United - Mountfield United - Ore Athletic - Peche Hill Select - Robertsbridge United - Rock-a-Nore - St. Leonards Social - Sedlescombe Rangers | Division One - Crowhurst - Eastbourne Rangers - Old Hastonians - Sidley United - The Junior Club Tackleway - Ticehurst - Wadhurst United | Division Two - Bexhill Amateur Athletic - Catsfield - Eastbourne Athletic - Hastings Rangers - Herstmonceux - Icklesham Casuals - Little Common 'A' - Northiam - Peasmarsh United - Peche Hill Select Dự bị |

| Division Three - Bexhill United Dự bị - Burwash - Herstmonceux Dự bị - Hooe Sports - Mayfield - Orington - Pebsham Sibex - Sedlescombe Rangers Dự bị - St. Leonards Dự bị - West Hill United - Westfield 'A' | Division Four - Battle Baptists Dự bị - Bexhill Amateur Athletic Dự bị - Bexhill Rovers - Conquest United - Grasshoppers Old Boys - Hailsham Athletico - Hawkhurst United Dự bị - Punnetts Town - The Junior Club Tackleway Dự bị - Ticehurst Dự bị - Victoria Baptists | Division Five - Battle Baptists 'A' - Hampden Park United - Icklesham Casuals Dự bị - Magham Down - Parkfield - Robertsbridge United Dự bị - St. Leonards 'A' - Sandhurst - Sedlescombe Rangers 'A' |